# Vito
El vito neix al segle xix com un cant ballable i és una dansa pròpia de l'escola bolera. Inclou passes de l'art del toreig, té un caràcter mogut i animat, i generalment és interpretat per dones. El vestuari típic inclou jaqueta curta i barret d'ala.

## Lletra típica
| « | Con el vito vito viene con el vito vito va. Con el vito vito viene con el vito vito va. No me mires a la cara que me pongo colorá. Una malagueña fue a Sevilla a ver los toros y a la mitad del camino la cautivaron los moros. Las solteras son de oro, las casadas son de plata, las viudas son de cobre y las viejas de hojalata. Yo no quiero que me mires que me pongo colorá. Una vieja vale un real y una muchacha dos cuartos, y yo como soy tan pobre me voy a lo más barato. Con el vito vito viene con el vito vito va. Con el vito vito viene con el vito vito va. No me jaga usté cosquillas, que me pongo colorá. | » |